# Β-甲氨基-L-丙氨酸
β-甲氨基-L-丙氨酸（英文β-methylamino L-alanine，簡稱BMAA），是一種神經毒素，能在蘇鐵科植物種子中找到。這一種非蛋白胺基酸，與非必要胺基酸丙氨酸（alanine）十分相似，是由念珠藻屬的藍藻產生，而這些藍藻大多生長於植物的根部。

## 神經毒性
根據一些研究，BMAA 被視為導致關島型「肌肉萎縮性側索硬化症 / 帕金徵群癡呆綜合症」（ALS/PDC）的可能成因，在關島的查莫羅人罹患這症狀的機率十分高，當地人稱之為Lytico-boding，「Lytico」意指肌肉萎縮，「Boding」則是肌肉僵硬的意思。香港中文大學生物化學系副教授陳竟明指，人體會從食物吸收蛋白胺基酸，代謝物會被排出體外，但神經細胞可能未能識別胺基酸的代謝物BMAA，遺留體內而損害神經系統。 但中大腦神經科主任黃家星指，尚未確定BMAA對人類有害，難以估計安全的食用量。

### BMAA的來源
1950年代，羅塔島和關島查莫羅人的ALS/PDC患病率和死亡率皆高於已發展國家的50至100倍，包括美國。當時亦不能確實証明，是遺傳和病毒引致居物發病，但1955年後，關島患ALS/PDC的比率卻不明地減少，這引起學者和環保組織的關注和調查。研究發現查莫羅人以蘇鐵科植物種子來製造傳統藥物，但因為第二次世界大戰後，關島由美國統治，所引進的現代化醫療藥物令查莫羅人降低對傳統藥物的依賴，間接使居民減少吸收蘇鐵種子中的BMAA。
其後的研究指，BMAA能夠透過生物放大作用累積，被人體大量吸收。因為查莫羅人有食用狐蝠的風俗，而狐蝠以蘇鐵種子為主要食糧，故BMAA大量累積在狐蝠體內，食用至一定份量便會產生毒性。1950年代在關島收集的蝙蝠樣本顯示，蝙蝠體內含有的BMAA比每克的蘇鐵種子高出數百倍。
已有研究指出，鯊魚翅中含有高含量的BMAA。其製品魚翅羹及軟骨膠囊恐對健康造成威脅。 
BMAA目前可藉由已知檢驗法檢測出，包括：液相色譜法、高效液相色譜法、氨基酸分析、毛細管電泳、核磁共振光譜法。

### 神經毒性效應
一些動物食用蘇鐵科植物而出現的機能退化，令植物和ALS/PDC病源的可能關聯得以肯定，其後終在實驗室發現β-甲氨基-L-丙氨酸的存在。而β-甲氨基-L-丙氨酸就在恆河猴身上產生強烈的毒性，症狀包括：
- 四肢肌肉萎縮。
- 脊髓的前角細胞產生非反應性退化。
- 大腦皮質和錐體細胞（pyramidal neuron）退化或流失。
- 皮質的貝茲細胞（Betz cell）產生神經病理學上的異變。
- 中樞傳導路徑（central motor pathway）的傳導能力不足。
- 行為機能障礙。

亦有研究將老鼠脊髓抽出培植，發現小量β-甲氨基-L-丙氨酸積累能選擇性殺死老鼠的神經元。β-甲氨基-L-丙氨酸活化「AMP-KA谷氨酸受體」（AMPA-Kainate glutamate Receptor）並加速體內生產自由基。

## 國際關注
國際間對食用藍藻門生物開始關注，因為不論土生和水生的藍藻生物皆含有的BMAA，並可能透過食物鏈不斷累積產生生物放大作用，對人類的損害將逐漸增加。香港中文大學亦呼籲大眾停止食用同屬藍藻門的髮菜，減輕患上柏金遜症和老人癡呆症的風險。